# صموئيل مورين
صموئيل مورين هو لاعب هوكي الجليد كندي، ولد في 12 يوليو 1995 في Saint-Henri, Chaudière-Appalaches, Quebec ‏ في كندا.

## وصلات خارجية
- صموئيل مورين على موقع دوري الهوكي الوطني (الإنجليزية)
- صموئيل مورين على موقع EliteProspects.com (الإنجليزية)
- صموئيل مورين على موقع HockeyDB.com (الإنجليزية)
- صموئيل مورين على موقع Hockey-Reference.com (الإنجليزية)